# خندكر مشتاق أحمد
خندكر مشتاق أحمد (بالإنجليزية: Khondaker Mostaq Ahmad)‏ (ق. 1918 – 5 مارس 1996) كان سياسيا بنغاليا شغل منصب رئيس بنغلاديش منذ 15 أغسطس حتى 6 نوفمبر 1975، بعد اغتيال الرئيس مجيب الرحمن.

## السيرة الذاتية
أتم خندكر مشتاق أحمد دراسة البكالوريوس في القانون من جامعة دكا وعمل في مجال السياسة منذ عام 1942. وكان أحد المؤسسين لرابطة عوامي مسلمي شرق البنغال.

## النشاط السياسي
انتخب خندكر مشتاق أحمد عضوا في المجلس الإقليمي لباكستان الشرقية في عام 1954 مرشحا عن حزب الجبهة المتحدة. بعد قيام الحكومة المركزية الباكستانية بحل الجبهة المتحدة، سُجن خندكر مشتاق أحمد في عام 1954 مع زعماء بنغاليين آخرين. وقد أطلق سراحه في عام 1955 وانتخب ممثلا رئيسيا للكتلة البرلمانية التابعة للجبهة المتحدة. ولكن مع صدور قانون الأحكام العرفية في البلاد في عام 1958 تم القبض عليه من قبل نظام أيوب خان. خلال حركة النقاط الست، سُجن خندكر مشتاق أحمد مرة أخرى في عام 1966. وبعد إطلاق سراحه، كان أحمد يرافق الشيخ مجيب الرحمن (الذي كان آنذاك القائد الأعلى لرابطة عوامي) إلى مؤتمر جميع الأحزاب الذي دعا إليه أيوب خان في روالبندي في عام 1969. انتخب عضوا في الجمعية الوطنية لباكستان في عام 1970.

### حكومة بنغلاديش في المنفى
في بداية حرب الاستقلال البنغلاديشية واحتجاز مجيب الرحمن، تجمع خندكر مشتاق أحمد وزعماء رابطة عوامي في مهربور لتشكيل حكومة بنغلاديش في المنفى. شغل سيد نذر الإسلام منصب القائم بأعمال الرئيس في حين تم تعيين مجيب الرحمن رئيسا، شغل تاج الدين أحمد منصب رئيس للوزراء وكان خندكر مشتاق أحمد وزير الخارجية. وبهذه الصفة، كان على خندكر مشتاق أحمد بناء دعم دولي لقضية استقلال بنغلاديش. لكن دوره كوزير للخارجية أصبح مثار جدل لأنه يريد حلا سلميا، ويبقى ضمن باكستان تماشياً مع ميثاق النقاط الست لقائده الشيخ مجيب الرحمن. يدعي ظفر الله شودري أن خندكر مشتاق أحمد لم يتصرف بمفرده في هذا الصدد وأن قادة عصبة رابطة عوامي كانوا متورطين.
بعد الاستقلال، عُيّن خندكر مشتاق أحمد وزيرا للطاقة والري والسيطرة على الفيضانات في حكومة شيخ مجيب الرحمن الثانية. في عام 1975، تولى وزارة التجارة في حكومة شيخ مجيب الرحمن الثالث. كما كان عضوا في اللجنة التنفيذية في الرابطة الشعبية للعمال والفلاحين في بنغلاديش (BAKSAL) التي تأسست في عام 1975.

## رئيس بنغلاديش
في معركة بالأسلحة دبرتها مجموعة من أفراد الجيش في 15 أغسطس، اغتيل شيخ مجيب الرحمن وكل أفراد عائلته، باستثناء ابنتيه اللتين كن في ألمانيا الغربية في ذلك الوقت، وبالتالي نجتا من المذبحة. قام العميد خالد مشرف بإزاحة خندكر مشتاق أحمد من منصبه وعيّن مكانه بالقاضي أبو سادات محمد صائم.
تولى خندكر مشتاق أحمد السيطرة على الحكومة فوراً، معلناً نفسه رئيساً للبلاد. عُين اللواء ضياء الرحمن رئيسًا لأركان الجيش في جيش بنغلاديش، ليحل مكان قاضي محمد شفيع الله، وأشاد بقتلة شيخ مجيب الرحمن وسماهم «شورجو شونتان» (أبناء الشمس). كما أمر خندكر مشتاق أحمد بسجن القادة سيد نذر الإسلام وتاج الدين أحمد وأبو حسنات محمد قمر الزمان ومحمد منصور علي. وغيّر الشعار الوطني لبنغلاديش وغيّر اسم إذاعة بنغلاديش من «بنغلاديش بيطار» إلى «إذاعة بنغلاديش». وأعلن قانون التعويض، الذي منح الحصانة لقتلة مجيب الرحمن من الملاحقة القضائية.  منعت ابنتا مجيب الرحمن شيخة حسينة واجد وشيخة ريحانة من العودة إلى بنغلاديش، كما حلّ حزب الرابطة الشعبية للعمال والفلاحين في بنغلاديش ومجموعة الأحزاب المؤيدة لمجيب الرحمن.
في 3 نوفمبر، والذي أصبح معروفًا بشكل سيء باسم «يوم القتل في السجن», رفض القادة الأربعة سيد نذر الإسلام وتاج الدين أحمد وأبو حسنات محمد قمر الزمان ومحمد منصور علي من التعاون مع خندكر مشتاق أحمد، لذلك فقد قامت مجموعة من ضباط الجيش بقتلهم داخل سجن دكا المركزي بناء على تعليمات من الرئيس خندكر مشتاق أحمد. ومع ذلك، أطيح بخندكر مشتاق أحمد من السلطة في 6 نوفمبر في انقلاب قاده خالد مشرف وشفعت جميل.

## سيرته اللاحقة ووفاته
سجن العميد خالد مشرف خندكر مشتاق أحمد ثم واصل سجنه ضياء الرحمن حتى عام 1978. عند إطلاق سراحه، قام بتشكيل حزب الرابطة الديمقراطية وحاول إحياء مسيرته السياسية، ولكن دون جدوى. أمضى سنواته الأخيرة في دكا وتوفي في 5 مارس 1996.
وقد ورد اسم خندكر مشتاق أحمد في التحقيق في مقتل شيخ مجيب الرحمن الذي أطلقته ابنته شيخة حسينة واجد عام 1996، الذي فاز للتو في الانتخابات الوطنية لتصبح رئيس وزراء بنغلاديش. ألقت شيخة حسينة باللوم على خندكر مشتاق أحمد في مقتل والدها. بسبب وفاته، لم يتم اتهامه أو محاكمته. يؤكد المؤرخون والنقاد أن خندكر مشتاق أحمد كان أحد المخططين الرئيسيين لقتل مجيب الرحمن. كما يتعرض لانتقادات لإضفاء الشرعية على جرائم القتل السياسية من خلال حماية قتلة مجيب الرحمن.

## روابط خارجية
- خندكر مشتاق أحمد على موقع مونزينجر (الألمانية)